# Tahtalı Dağı
Tahtalı Dağı (także: Olimp) – góra w pobliżu Kemer, miasta położonego na Riwierze Tureckiej (Turcja). Jej wysokość to 2365 m n.p.m.
Góra stanowi część Parku Narodowego Beydağları Olimpos Mili Parkı. Na górę prowadzi szlak, który jest częścią Szlaku Licyjskiego. Wejście na szczyt zajmuje 6-8h.
Ze szczytu widać przy dobrej widoczności odległą o ponad 30 km Antalyę.
Od stycznia do kwietnia szczyt jest pokryty śniegiem.

## Kolejka linowa

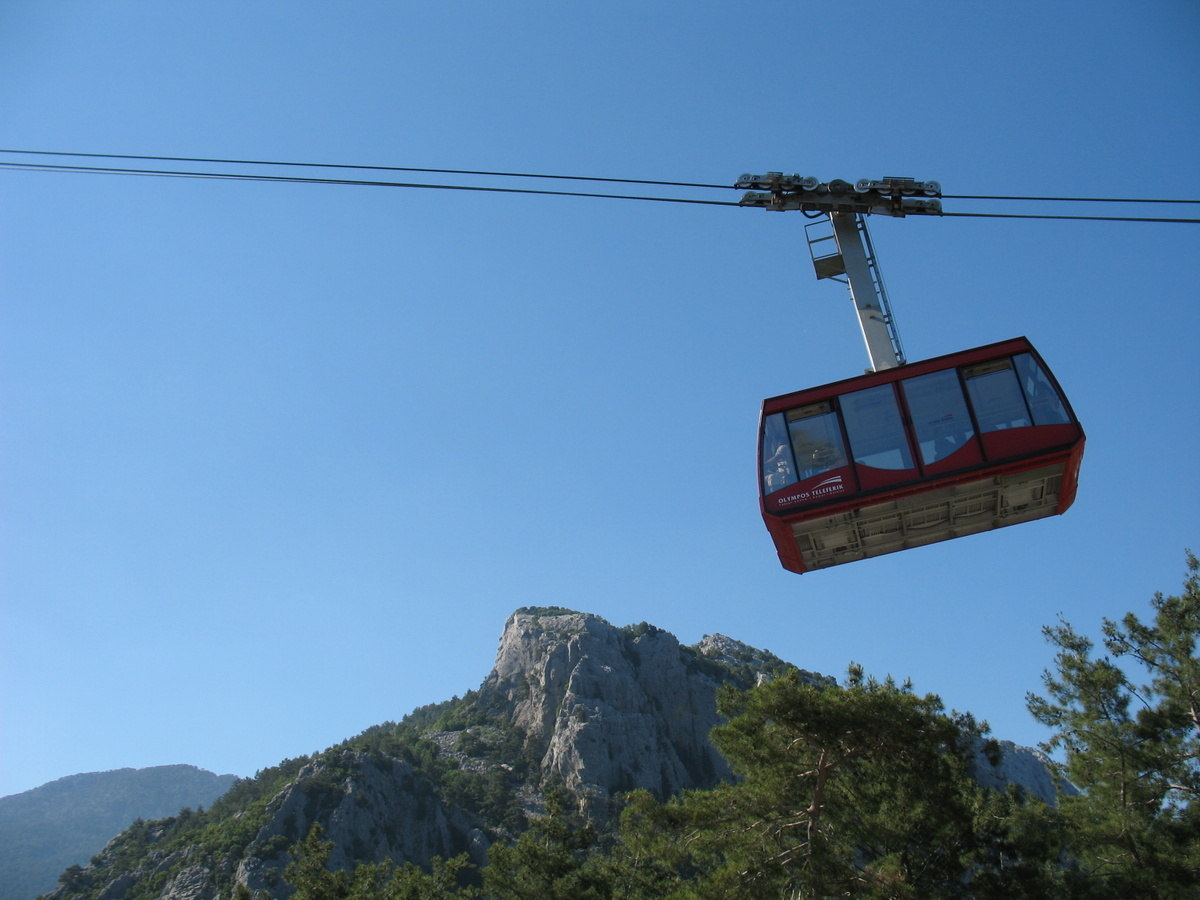
Wagonik kolejki Olympos Teleferik

Turyści mogą wjechać na szczyt jedną z najdłuższych kolejek linowych świata, o długości ponad 4359m, otwartej w 2006. Kolejka nosi nazwę Olympos Teleferik, a turystom prezentowana jest także jako "SeaToSky" (od morza do nieba). Kolejką w 10 minut pokonuje się wysokość ponad 1600m (stacja bazowa znajduje się na wysokości 726m).